# Xanthorhoe xerodes
Xanthorhoe xerodes är en fjärilsart som beskrevs av Edward Meyrick 1891. Xanthorhoe xerodes ingår i släktet Xanthorhoe och familjen mätare. Inga underarter finns listade i Catalogue of Life.